# Valentina Wallner
Valentina Olivia Violeta „Valle“ Lizana Wallner, geb. Lizana, (* 30. März 1990 in Stockholm) ist eine ehemalige schwedische Eishockeytorhüterin chilenischer Herkunft. Sie spielte über viele Jahre in der höchsten schwedischen Fraueneishockeyliga, der heutigen Svenska damhockeyligan, und für die schwedische Nationalmannschaft. Seit 2017 arbeitet sie als Torwart-Trainerin.

## Karriere

### Im Verein
Wallner startete ihre Karriere 1995 im Alter von fünf Jahren in Trångsund beim Trångsunds IF. Im Winter 2005 wechselte sie aus ihren Heimatort Trångsund nach Stockholm, ins erste Team des AIK Solna. Sie gab ihr Debüt für den AIK im Rahmen des IIHF European Women Champions Cup. Es folgten vier weitere Jahre für den AIK in der Riksserien, bevor sie 2010 zum Ligarivalen MODO Hockey wechselte. Mit MODO gewann sie 2012 die schwedische Meisterschaft.

### International
Seit 2009 steht Wallner im Kader der schwedischen Eishockeynationalmannschaft der Frauen und gab ihr Debüt im Rahmen der Eishockey-Weltmeisterschaft der Frauen 2009 in Finnland. Ein Jahr später wurde Wallner für die Olympischen Winterspiele in Vancouver nominiert, kam jedoch zu keinem Einsatz. Es folgten 2011, 2012 und 2013 weitere Teilnahmen an den Weltmeisterschaften der Frauen.
Im Februar 2014 nahm sie an den Olympischen Winterspielen 2014 in Sotschi teil. Sie wollte beim Turnier wie auch zuvor in Testspielen mit dem Konterfei des 2011 verstorbenen Stefan Liv spielen. Das Internationale Olympische Komitee verbot ihr jedoch das Tragen des Helmes.

## Privates
Valentina Lizana wurde als Tochter chilenischer Einwanderer in der schwedischen Metropole Stockholm geboren und wuchs in der Gemeinde Huddinge in Trångsund auf. Zwischen 2003 und 2007 besuchte sie das Solna Gymnasium im gleichnamigen Stockholmer Stadtteil, dort machte sie im Frühjahr 2008 ihren Abschluss.
Lizana heiratete am 29. Juni 2013 den Geschäftsmann Patrick Wallner in Örnsköldsvik.